# Liste der Bodendenkmäler im Günthersbühler Forst
Auf dieser Seite sind die Bodendenkmäler in dem mittelfränkischen gemeindefreien Gebiet Günthersbühler Forst zusammengestellt. Diese Tabelle ist eine Teilliste der Liste der Bodendenkmäler in Bayern. Grundlage ist die Bayerische Denkmalliste, die auf Basis des Bayerischen Denkmalschutzgesetzes vom 1. Oktober 1973 erstmals erstellt wurde und seither durch das Bayerische Landesamt für Denkmalpflege geführt wird. Die folgenden Angaben ersetzen nicht die rechtsverbindliche Auskunft der Denkmalschutzbehörde.

Mit dem Stand vom 4. Juli 2018 sind zwei Bodendenkmäler vom gemeindefreien Gebiet Günthersbühler Forst in der Bayerischen Denkmalliste eingetragen.

## Liste der Bodendenkmäler
| Lage                                                 | Objekt                                    | Akten-Nr.     | Bild |
| ---------------------------------------------------- | ----------------------------------------- | ------------- | ---- |
| Günthersbühler Forst (Standort)                      | Grabhügel vorgeschichtlicher Zeitstellung | D-5-6433-0174 |      |
| Günthersbühler Forst, Lauf an der Pegnitz (Standort) | Siedlung der Hallstattzeit                | D-5-6433-0104 |      |